# ベート・シェアリムのネクロポリス - ユダヤ人再興の中心地
ベート・シェアリムのネクロポリス - ユダヤ人再興の中心地（ベート・シェアリムのネクロポリス - ユダヤじんさいこうのちゅうしんち）は、2世紀にエルサレム外に初めて築かれたユダヤ人の埋葬地からなるイスラエルの世界遺産である。

## 概要
2世紀のローマに対するユダヤ人の反抗（バル・コクバの乱）の鎮圧後エルサレムの外に初めて築かれた埋葬地であるベート・シェアリムのネクロポリスはハイファの南東に位置している。ネクロポリスは多くのカタコンベで構成され、ギリシャ文字・アラム文字・ヘブライ文字・パルミラ文字などによる碑文と芸術作品の宝庫として知られる。ベート・シェアリムはユダヤ教の格言集であるミシュナーを完成させたラビ、ユダゆかりの地として、彼が率いるユダヤ人再興の歴史を伝える優れた物証でもある。

## 登録基準
この世界遺産は世界遺産登録基準のうち、以下の条件を満たし、登録された（以下の基準は世界遺産センター公表の登録基準からの翻訳、引用である）。
- (2) ある期間を通じてまたはある文化圏において、建築、技術、記念碑的芸術、都市計画、景観デザインの発展に関し、人類の価値の重要な交流を示すもの。
  - ベート・シェアリムのネクロポリスは、古代ローマ美術の人体表現、碑文、装飾といった影響を受けるとともに、図像の選択や多言語による碑文といった点でヨーロッパ、小アジア、メソポタミアを覆うギリシャとローマの美術文化圏とユダヤ世界の交流を示すものである。共同墓地に埋葬する習慣の起源を示す碑文にあわらされる埋葬形式と美術表現の融合は、当時ユダヤ人が広く分散していたこととユダヤの宗教伝統が周囲から影響を受けていたことをよく示すものである。[2]

- (3) 現存するまたは消滅した文化的伝統または文明の、唯一のまたは少なくとも稀な証拠。
  - ベート・シャリムのネクロポリスはラビのユダ率いる再興と生き残りにかけた古代ユダヤ教の動向を示す物証であり、古代と東方の影響を示す美術作品は2世紀から4世紀に花開いた溌剌としたユダヤ文化をよく表している。[3]

## 名称
組織によって日本語への翻訳に若干の差異がある。
ベート・シェアリムのネクロポリス：ユダヤ人再興の中心地　（NPO法人 世界遺産アカデミー、世界遺産検定世界遺産リスト）
ベート・シェアリムの墓地遺跡：ユダヤ再興を示すランドマーク　（UNESCO World Heritage Convention, World Heritage List）